# Dracotettix newboldi
Dracotettix newboldi är en insektsart som beskrevs av Morgan Hebard 1931. Dracotettix newboldi ingår i släktet Dracotettix och familjen Romaleidae. Inga underarter finns listade i Catalogue of Life.